# 대전과학기술대학교
대전과학기술대학교(大田科學技術大學校, Daejeon Institute of Science and Technology)는 대전광역시 서구에 위치한 사립 전문대학이다.

## 연혁
1940년 4월 15일, 충청남도대전의원부설간호원양성소가 설립되었다. 1945년 8월 15일 충청남도대전의원부설간호학교로 교명을 변경하였고, 1948년 9월 2일, 대전고등간호학교로 승격 및 단설로 개편되었다. 1953년 7월 15일, 대전간호고등기술학교로 교명을 변경하였다. 1962년 1월 16일, 초급대학으로 승격되며 대전간호학교로 교명을 변경하였다. 1973년 12월 19일, 대전간호전문학교로 교명을 변경하고, 1979년 1월 1일 전문대학으로 개편되며 대전간호전문대학으로 교명을 변경하였다.
1983년 3월 1일, 학교법인 대전기독학원에서 학교를 인수하며 공립에서 사립으로 설립자가 변경되었고, 1987년 1월 7일, 현재의 운영 법인인 학교법인 신성학원(현 학교법인 혜천학원)에서 학교를 인수하였다. 1988년 11월 26일, 대전전문대학으로 교명을 변경한다. 1998년 9월 1일, 혜천대학으로 다시 교명을 변경한다.
2011년 11월 20일, 혜천대학교로 교명을 변경하고, 2014년 6월 1일, 대전과학기술대학교로 교명을 변경하며 현재에 이르고 있다.

## 교육편제
혜천대학교는 간호학부, 보건·생명과학부, 첨단공학부, 사회·교육학부, 예·체능학부 등 5개 학부를 자체 설정하고, 2계열, 32학과, 4전공을 설치하여 전문학사 학위 과정을 실시하고 있다.
한편, 간호학부의 간호학과, 보건·생명과학부의 물리치료과와 뷰티디자인과, 사회·교육학부의 유아교육과와 경찰경호과 등 일부 학과는 학사 학위 심화 과정을 실시하고 있다.

## 캠퍼스 풍경
대전과학기술대학교는 대전광역시 소재 사립 전문대학으로, 서구 복수동에 캠퍼스가 자리한다. 교사는 247,646m²로 보통의 전문대학보다 큰 규모로, 이는 안양대학교와 비슷한 규모다. 캠퍼스는 일반 주택가 인근에 위치하여 교통과 기반 시설에 부족함은 없는 편이며, 동일 법인 산하 유치원인 혜천유치원이 근처에 자리한다. 다만, 캠퍼스 중앙으로 일반 도로인 혜천로가 캠퍼스 북부와 남부를 가른다.

### 혜천타워
혜천타워는 남쪽 캠퍼스, 북서부에 자리한 지하 1층, 지상 13층, 옥탑 1층으로 이루어진 78m의 건물로, 대전과학기술대학교의 랜드마크이다. 타워의 12층에는 78개의 종 카리용이 설치되어 있다. 6.5 옥타브형 카리용으로 직경 2.5m, 무게 10톤이나 되는 최저음의 대종을 비롯하여 무게 5톤 이상의 큰 종 3개, 무게 1톤 이상의 종 11개가 포함되어 총 50톤이 넘는다. 10층 외벽에는 직경 4m의 원형 시계가 4면에 각각 한 개씩 설치되어 있고 카리용 자동연주 시스템과 연결되어 기준시각을 입력해주는 역할을 한다. 13층은 외부 방문객들의 전망대로 활용되고 있다. 대전과학기술대학교의 혜천타워 카리용은 네덜란드의 왕립 종 제작소인 페티트앤프리센(Petit & Fritsen)에서 21개월 동안 제작되었으며, 2004년 7월 세계기네스협회로부터 세계 최대 규모의 카리용으로 인증되었다.